# Jakob Zanach
Jakob Zanach (auch Zannach) war ein deutscher lutherischer Schriftsteller und Verlagsbuchhändler. Er lebte zu Beginn des 17. Jahrhunderts in Bautzen.

## Publikationen
Als Buchhändler in Zerbst gab er 1591 eine theologische Bibliographie – irrtümlich bekannt als die erste Fachbibliographie überhaupt – und 1606 eine Bibliographie von Bibelkommentaren heraus. Sein Hauptwerk sind die unter dem Pseudonym Didacus Apoliphtes Lusatus erschienenen „Historischen Erquickstunden“ (4 Teile in 5 Oktavbänden, Leipzig 1609 bis ca. 1618; wiederholt aufgelegt bis 1628; seine „Regenten oder Kayser-Chronica biß auff K. Matthiam I.“ wurde in dieses Werk integriert).
Der erste Band, dessen Vorwort zu Lübben an der Spree am 1. September 1609 unterzeichnet ist, erinnert zwar durch den Titelzusatz „L’hore de recreation“ ausdrücklich an den Italiener Lodovico Guicciardini, Zanach schließt sich jedoch enger an eine bisher wenig beachtete Gruppe protestantischer Theologen an, die teils an Luthers Tischreden, teils auch an die mittelalterliche Exempelliteratur anknüpfend Geschichten aus der Bibel, dem klassischen Altertum und der neueren Zeit als Beispiele für einzelne Lehrsätze oder menschliche Verhältnisse zusammenstellen wie Johannes Gast, Joannes Manlius, Andreas Hondorff, Wolfgang Bütner, Zacharias Rivander, Samuel Meiger und Michael Sachs.
Zanachs Werk enthält nach seiner schwer kontrollierbaren Angabe anfangs (1609) 1500, später (1624) 2100 Historien. In den drei ersten Teilen, die das Staats- und Familienleben und den Wechsel von Glück und Unglück behandeln, beschränkt sich der Autor durchweg auf trockene Auszüge aus Geschichtswerken; erst in den zwei Bänden des 4. Teils, der von dem beliebten Einteilungsprinzip der zehn Gebote ausgeht, wendet er sich auch Novellen- und Schwankstoffen zu, in denen die Darstellung lebendiger und farbenreicher wird. Ein 5. Teil, der nach dem ursprünglichen Plan biblische Geschichten aus dem alten und neuen Testament bringen sollte, scheint nicht zum Druck gelangt zu sein.

## Werke
- Jacob Zannachius: BIBLIOTHECA THEOLOGICA, siúe CATALOGVS TAM AVCTORVM, QVI IN SACROS BIBLICOS LIBROS VETERIS ET noui Testamenti in hunc vsq[ue] annum scripserunt, quàm Materiarum, quarum Auctores non extant, non solum ex Bibliotheca Gesneriana, quæ anno 1583. prodijt, verum etiam ex Catalogis Nundinarum Francofurdensium, qui ab anno 1583. in lucem prodierunt, collectus, & plus septuaginta Autoribus recentioribus plurimùm auctus, vt vicè supplementi haberi possit: atq[ue] in commune Christianorum commodum diuulgatus. OPVSCULVM NON BIBLIOTHECIS TANTVM PVBLICIS PRIVATISVE INSTItuendis necessarium, sed & studiosis sacræ Theologiæ & pietatis ad studia melius formanda, maximè vtilissimum & pernecessarium. COLLECTUM A IACOBO ZANNAchio Lubenensi, Mühlhausen (MVLHVSII): Andreas Hantzsch 1591
- Jacobus Zanachius: Elenchus Alphabeticus. AVTORVM ET SCRIPTORVM, QVI IN SACROSANCTOS LIBROS BIBLICOS, VSque in hunc annum commentati sunt, studiosis Sacrosancto [sic] Theologiæ & pietatis, nec [sic] primis [sic] verò concionatoribus, maximè utiles [sic] & pernecessarij [sic] confectus, [a] Jacobo Zanachio Bibliopola Servestano, Zerbst (Servestæ): o. Dr. 1606